# Ampelocissus filipes
Ampelocissus filipes är en vinväxtart som beskrevs av Jules Émile Planchon. Ampelocissus filipes ingår i släktet Ampelocissus och familjen vinväxter. Inga underarter finns listade i Catalogue of Life.